# Renzo Arbore
Renzo Arbore (né le 24 juin 1937 à Foggia) est un présentateur de télévision, un chanteur, un acteur et réalisateur italien. Il est par ailleurs également le directeur du festival de jazz Umbria Jazz.

## Biographie
Renzo Arbore est le fils du dentiste Alfonso Arbore et de la noble Elena Gentile, femme au foyer et fille du comte Alfonso Gentile de Bitonto et de la marquise Maria Freda. Il étudie la théorie du droit à Naples avant d'intégrer l'orchestre des Parker's Boys (it) en tant que clarinettiste.
En 1964 débute sa collaboration avec la Rai. Il s'occupe de la transmission des musiques de variété et il commence à s'intéresser à la musique légère et au jazz. En 1966, deux ans plus tard, il devient directeur artistique des programmes de la radio Rai.

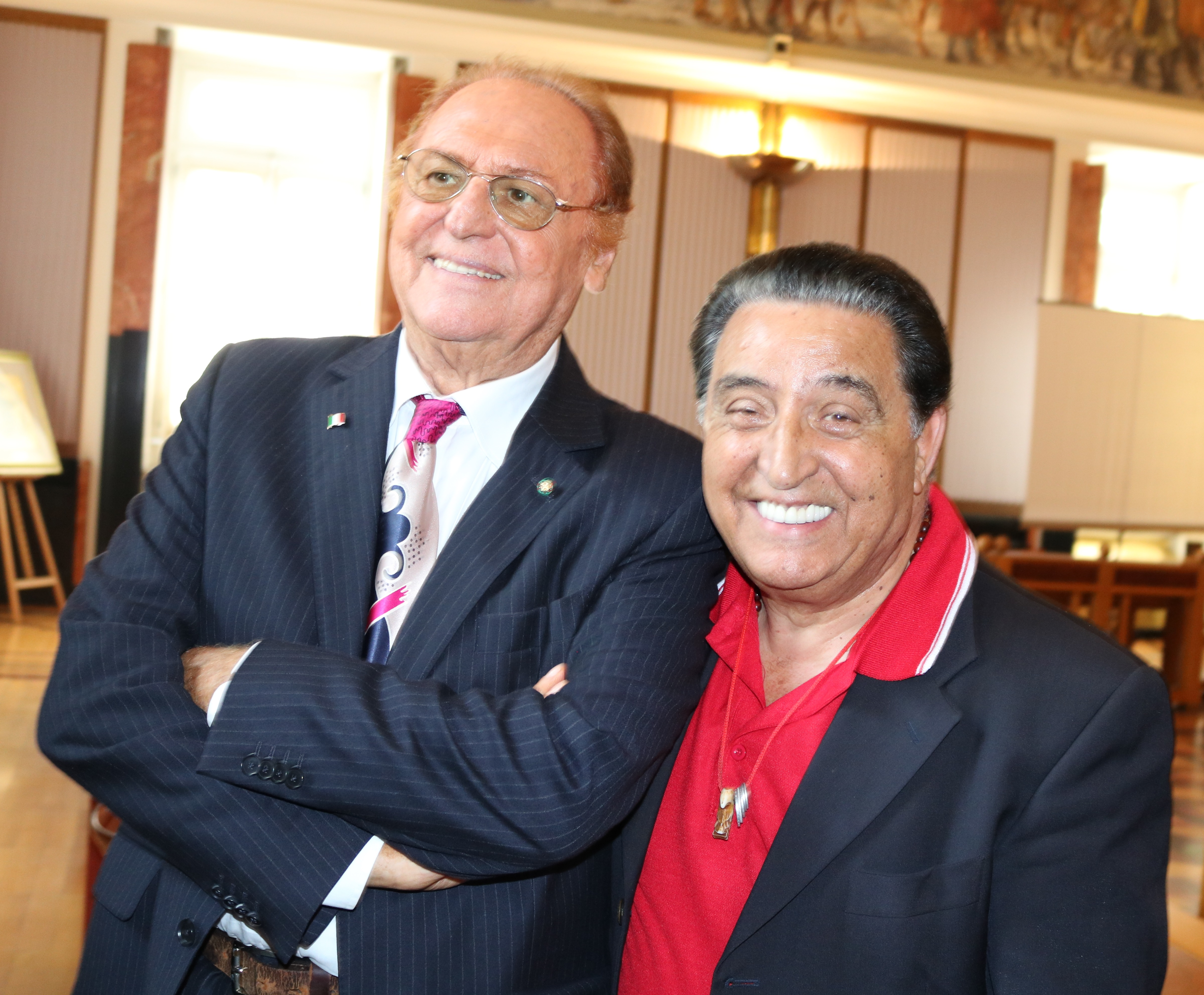
Renzo Arbore, Mario Trevi

## Filmographie
Comme acteur
- 1971 : Macho Callaghan se déchaîne (Giù la testa... hombre!) de Demofilo Fidani
- 1971 : Nevada Kid (Per una bara piena di dollari) de Demofilo Fidani : shérif
- 1980 : Il pap'occhio de lui-même
- 1982 : Morto Troisi, viva Troisi! de Massimo Troisi
- 1983 : "FF.SS." - Cioè: "...che mi hai portato a fare sopra a Posillipo se non mi vuoi più bene?" de lui-même
- 2009 : Focaccia blues (it) de Nico Cirasola

Comme réalisateur
- 1980 : Il pap'occhio
- 1983 : "FF.SS." - Cioè: "...che mi hai portato a fare sopra a Posillipo se non mi vuoi più bene?"